# Шпак-білощок бангайський
Шпак-білощо́к бангайський (Basilornis galeatus) — вид горобцеподібних птахів родини шпакових (Sturnidae). Ендемік Індонезії.

## Опис
Довжина птаха становить 25 см. Забарвлення переважно чорне з зеленим відблиском, кінчики пер мають зелений відблиск. На горлі, щоках і на боках є білуваті з охристим відтінком плями. На голові помітний, високий, пурпуровий чуб. Хвіст і хвіст темно-коричневі. Очі карі, дзьоб кремовий, лапи жовті. Виду не притаманний статевий диморфізм. У молодих птахів чуб коротший, забарвлення загалом менш блискуче, підборіддя коричневе, дзьоб зверху темний.

## Поширення і екологія
Бангайські шпаки-білощоки мешкають на островах Банґґай і Сула. Вони живуть у вологих рівнинних і гірських тропічних лісах, в мангрових лісах і на болотах. Зустрічаються на висоті до 1000 м над рівнем моря.

## Збереження
МСОП класифікує стан збереження цого виду як близький до загрозливого. Бангайським шпакам-білощокам загрожує знищення природного середовища.